# Championnat d'Algérie de cyclo-cross
Le championnat d'Algérie de cyclo-cross n'a été organisé qu'une seule fois[réf. nécessaire], c'était en 1963 à Constantine, et le titre était revenu à Mahfoud Ladjel.

## Palmarès masculin

### Élites
- 1963 : Mahfoud Ladjel

## Sources
- siteducyclisme.com